# فريدريش فون إنجينول
غوستاف هاينريش إرنست فريدريش فون إنجينول (30 يونيو 1857 – 19 ديسمبر 1933) أميرال ألماني من نويفيد اشتهر بقيادته لأسطول أعالي البحار الألماني في بداية الحرب العالمية الأولى.

كان نجل تاجر. التحق بالبحرية حوالي عام 1874، وأمضى سنوات عديدة في الشرق الأقصى. شارك في الاشتباك في الحرب الصينية اليابانية الأولى عام 1895. انتقل إلى الأميرالية في برلين عام 1897، وفي عام 1904 أصبح قائد اليخت هوهينزولرن. أصبح أميرالًا في عام 1908 وحصل على «فون»، التي كانت تدل على النبلاء، في 27 يناير 1909. أصبح القائد العام للبحرية في يناير 1913.
لم يكن نيته في إشراك البحرية الملكية البريطانية في معركة سريعة وحاسمة مدعومة من قبل الأميرالية الألمانية. سعى إنجينول مرارًا وتكرارًا إلى اشتباكات صغيرة ضد الأسطول البريطاني من أجل إثارة ضربات مضادة غير حكيمة، من أجل الحصول على ميزة حاسمة للبحرية الألمانية. لم تتحقق النتيجة المقصودة؛ في المعركة الأولى من هذا النوع في 28 أغسطس 1914 في معركة هيليجولاند بايت، فقدت البحرية الإمبراطورية الألمانية (Kaiserliche Marine) ثلاث طرادات خفيفة وزورق طوربيد لسفن البحرية الملكية. بعد إجراء مماثل غير ناجح على بنك دوجر في 24 يناير 1915، استسلم إنجينول لقيادة أسطول أعالي البحار في 2 فبراير وخلفه الأدميرال هوغو فون بول.
بعد الحرب، طلب الحلفاء تسليمه باعتباره «مجرم حرب»، لكن ألمانيا رفضت الامتثال. توفي إنجينول في برلين في 19 ديسمبر 1933.

## الميداليات والجوائز
- صليب الحديد من الدرجة الأولى والثانية [4]
- وسام النسر الأحمر من الدرجة الثالثة مع التاج [4]
- ترتيب منزل هوهنزولرن [4]
- وسام النسر الأحمر من الدرجة الرابعة مع القوس [4]
- وسام الصقر الأبيض [4]